# 에어 라로통가
에어 라로통가(영어: Air Rarotonga)은 쿡 제도의 국영 항공사로 총 9개 노선을 취항하고 있다. 본사는 쿡 제도 라로통가 위치해 있으며 1978년에 설립했다. 또한 사용하고 있는 허브 공항으로 라로통가 국제공항이 있다.

## 운항 노선
2015년 3월 기준으로 에어 라로통가는 다음과 같은 노선을 운항하고 있다.
- 쿡 제도
  - 라로통가섬 - 라로통가 국제공항
  - 아이투타키섬 - 아이투타키 공항
  - 아티우섬 - 라 톤투타 국제공항
  - 망가이아섬 - 망가이아 공항
  - 마니히키섬 - 마니히키 공항
  - 마우케섬 - 마우케 공항
  - 푸카푸카섬 - 푸카푸카 공항
  - 펜린섬 - 펜린 공항
  - 미티아로섬 - 미티아로 공항

### 코드쉐어 협정
- 에어 라로통가는 다음과 같은 항공사와 코드쉐어 협정을 체결하고 있다.

| - 에어 뉴질랜드 (스타 얼라이언스) |

## 보유 기종
- 2016년 10월 기준으로 에어 라로통가는 다음과 같은 기종을 보유하고 있다.[5]